# 昭慈圣献皇后
昭慈圣献皇后（1073年—1131年），宋朝人，孟姓，洺州（約在今中國河北省邯郸市永年区）人，是宋哲宗的第一位皇后，曾二度被廢、二度復位，並二次於國勢危急之下實行垂簾聽政。

## 生平

### 封后與第一次被廢
孟皇后出身世家，是曾任宋朝眉州防禦使、馬軍都虞候、贈太尉、贈魏王孟元的曾孫女。宋哲宗幼年即帝位，後來逐漸長大，祖母太皇太后高滔滔替哲宗選了美貌的世家之女百餘人入宮，孟皇后是其中之一，當年孟皇后才十六歲。元祐七年（1092年），太皇太后高氏諭宰執：「孟氏子能執婦禮，宜正位中宮。」遂將孟氏封后。
然而宋哲宗更加寵愛劉婕妤，與劉婕妤生下兩個女兒。紹聖三年（1096年），孟皇后之女福慶公主重病，藥石罔效，孟皇后之姐持道教治病符水入宮醫治。由於符水之事向為宮中禁忌，孟皇后大驚，命將符水藏之，等到哲宗到時，再一一說明原委，本來哲宗也認為是人之常情並不怪罪。不料於公主病逝後，孟皇后養母燕夫人等人為孟皇后及公主祈福，此事正落人口實，哲宗聽說後也開始懷疑起來，命人調查此案。皇城司遂逮捕了孟皇后左右侍女及宦官數十人，並將這些人刑求逼供，史載「搒掠備至，肢體毀折，至有斷舌者」。在酷刑之下便羅織出孟皇后之罪名，其后位被廢，出居瑤華宮，號「華陽教主」、「玉清妙靜仙師」，法名「沖真」。
由於當時北宋新舊黨爭正烈，孟皇后是支持舊黨的太皇太后高氏與向太后所立；太皇太后高氏去世後不久，哲宗親政，欲極力擺脫這位祖母的陰影，改而支持新黨，提拔新黨的章惇做宰相，章惇也支持哲宗最寵愛的劉婕妤，有廢孟皇后后位之圖，遂釀成了這件冤獄，後劉婕妤被封為皇后。在此之前，劉皇后亦生下一個兒子。

### 復位與第二次被廢
元符三年（1100年），哲宗病逝，端王趙佶繼位，是為徽宗。舊黨在向太后的支持下重新抬頭，孟皇后時來運轉，遂被復位，因其封后於元祐年間，故被稱為「元祐皇后」。
不料，次年（1101年）向太后病逝，其後於崇寧元年（1102年）又發生元祐黨人事件，徽宗重新任用新黨蔡京等人，貶謫元祐黨人（舊黨），孟皇后再受牽連，二度被廢，重回瑤華宮，加賜「希微元通知和妙靜仙師」之號，就這樣過了20多年。

### 靖康之禍與再復位
宋欽宗靖康初年，孟皇后先因瑤華宮失火，移居延寧宮，後延寧宮又失火，出宮居住相國寺前之私宅。
靖康二年（1127年），金人攻陷汴京（今中國河南省開封市），徽、欽二帝被擄，史稱「靖康之禍」。當時六宮有位號者都隨徽、欽二帝北遷，只有孟皇后因被廢而幸運地留下。由於宋皇室唯一的漏網之魚——康王趙構遠在濟州（今中國山東省巨野縣），於是被金人立為楚帝的張邦昌接受呂好問建議，迎接孟皇后入居延福宮，上尊號為「宋太后」，接受百官朝拜，但有人以這是張邦昌依宋太祖趙匡胤篡後周以後，尊後周的符太后為周太后，並迎入西宮居住的往例，認為張邦昌仍有代宋自立的野心。後來大臣胡舜陟、馬伸又上書，政事應取得孟太后之命令才能決定，張邦昌不得已，乃恢復孟太后元祐皇后的尊號，並請其垂簾聽政。
稍後，參與勸進趙構登基，趙構遂於南京應天府（今河南省商丘市）即帝位，是為高宗，元祐皇后撤簾不再聽政，並被尊為元祐太后。不久，因「元」字犯其曾祖父孟元的名諱，再改為隆祐太后。

### 南渡以後
由於汴京已不可守，孟太后遂隨高宗南渡至杭州。在南渡的過程中逢金人南侵，高宗一度乘船入海，孟太后則是向江西逃亡，金人一再追擊，孟太后隨行兵眾潰散，甚至到了要以農人抬轎的窘境。高宗知道孟太后處境後即謂「朕初不識太后，自迎至南京（應天府），愛朕不啻己出。今在數千里外，兵馬驚擾，當亟奉迎，以愜朕朝夕慕念之意。」因此派人迎至高宗行宮所在。
建炎三年（1129年）苗劉兵變，高宗在杭州被迫退位，由年僅3歲的皇太子趙旉繼位，因亂軍所逼，孟太后再度垂簾聽政。孟太后曲加慰撫苗傅等人，並召韓世忠之妻梁紅玉，勉令韓世忠速來勤王。後來，亂事平定，再度撤簾。趙旉夭折后，孟太后又和众臣建议高宗选择宋太祖后裔立为储君。
孟太后性情恭謹，沒有什麼不好的事見聞於朝廷。又喜歡飲酒，高宗認為越酒不好喝，命人另外再買甜酒，孟太后就差人去付帳，不曾強取而不付酒錢。在宮中曾覺頭暈目眩，有宮人自稱會用符水治病，孟太后想起了年輕時的遭遇，馬上命令將這個宮人趕出宮外。紹興元年（1131年）孟太后去世，諡昭慈獻烈皇后，葬會稽縣上皇村。紹興三年（1133年）改諡昭慈聖獻皇后。當初汴京城破，宋皇室幾乎全數被俘北遷，孟太后與高宗是極少數倖免者，在紹興十二年（1142年）高宗生母韋太后自金國放歸以前，孟太后一直是當時宋室母儀之代表。

## 争议
孟皇后起初因为巫蛊案而被廢。《宋史》的记载方式令后人感觉孟皇后没有行巫蛊，是被刘氏诬害，宫人口供也是被梁从政屈打成招的。但《续资治通鉴长编拾补》却有整段关于孟皇后及亲属行巫蛊的细节。當代央視說史節目則採用許昌學院王忠燦的研究，採信巫蠱為孟皇后身邊宦官和宮人所為與其無關，但辦案過程由變法派和投機派操作延燒至皇后。

## 家族
- 曾祖：孟元，贈太師、追封溫國公
- 曾祖母：范氏，累贈舒國太夫人、蔡國太夫人
- 祖：孟隨，初贈檢校太傅、安化軍節度使、加贈淮康軍節度使、開府儀同三司
- 祖母：張氏，累贈潭國太夫人、定國太夫人
- 祖母：劉氏，累贈隨國太夫人、潞國太夫人
- 父：孟在，終官安武軍節度觀察留後、贈開府儀同三司
- 母：王氏，累贈榮國太夫人、慶國太夫人

### 引用
1. ↑  《宋史》卷24：甲戌，皇后手書告中外，俾帝嗣統。
2. ↑  原文出自《宋史》。《續資治通鑑》的版本是「朕初不識隆祐皇太后，自建炎初迎奉至南京，方始識之，愛朕不啻己出，宮中奉養及一年半，朕之衣服飲食，必親調製。今朕父母兄弟皆在遠方，尊長中唯皇太后。不唯相別數千里外，加之敵騎衝突，又兵民不相得，縱火交兵，五六日乃定，復爾驚擾。當早遣大臣領兵奉迎，以稱朕朝夕慕念之意。」
3. ↑   维基文库中的相關文獻：《宋史·卷243》：未几，后养母听宣夫人燕氏、尼法端与供奉官王坚为后祷祠。事闻，诏入内押班梁从政、管当御药院苏珪，即皇城司鞫之，捕逮宦者、宫妾几三十人，搒掠备至，肢体毁折，至有断舌者。狱成，命侍御史董敦逸覆录，罪人过庭下，气息仅属，无一人能出声者。敦逸秉笔疑未下，郝随等以言胁之。敦逸畏祸及己，乃以奏牍上。
4. ↑   维基文库中的相關文獻：《續資治通鑑長編拾補·卷十三》：坚坐以家藏雷公式示法端，又以所得南方枫木，同法端即光教院造式作后祷祠，有“所厌者伏，所求者得”等语；式成，恐门户几察，以生枣覆之而入。法端坐与坚同造式，又尝令坚求闾巷间，所谓驴驹媚蛇雾叩头虫者欲以进，后令佩侍上寝殿。燕氏坐上过后合，作欢喜字烧符取灰，将置茶中以进，会上不欲茶而止；又用和水以洒御道，冀上数来；又令坚绘刘婕妤像，以大钉钉其心；又欲取五月中瘵死宫人烧秘灰，置刘婕妤寝，几其以此疾患死；又取七家针各一，烧符置刘合中，皆以厌恶，卒无验。狱成，侍御史董敦逸录问。